# 時津風 (磯風型駆逐艦)
時津風（ときつかぜ）は、日本海軍の駆逐艦。
日本海軍の正式な類別は一等駆逐艦天津風型4番艦。磯風型駆逐艦4番艦とされることもある。同名艦に陽炎型駆逐艦10番艦「時津風」がある為、こちらは「時津風 (初代)」や「時津風I」などと表記される。
時津風は『満潮の時に吹く風、または時節に順う風』の意味。

## 艦歴
1915年（大正4年）7月10日、日本海軍は呉海軍工廠で建造予定の一等駆逐艦2隻を「天津風」と「時津風」と命名、神戸川崎造船所で建造予定の駆逐艦を「磯風」、長崎三菱造船所の駆逐艦を「浜風」と命名した。
同年8月25日、「磯風」は「時津風」に改名。呉工廠の「時津風」は「磯風」に改名した。
1916年（大正5年）1月27日、天津風型4隻（天津風、時津風、磯風、浜風）と桃型駆逐艦4隻（桃、柳、樫、檜）は艦艇類別等級表に登録。
本艦は4月5日、神戸川崎造船所で起工。12月27日進水。1917年（大正6年）5月31日に竣工した。同日第一駆逐隊(本籍：横須賀鎮守府、所属：第二艦隊第二水雷戦隊)に編入、同隊は同型艦4隻の編成になった。
1918年（大正7年）3月25日、宮崎県の折生迫（おりうざこ）海岸で座礁し、船体を切断する。これにより「時津風」は使用不能となり、兵装、備品を取り外して放棄された。4月17日、「時津風」は第一駆逐隊から除かれる。同年12月2日舞鶴海軍工廠で、座礁した「時津風」から取り外された兵装・備品を利用して代艦を起工、
1919年（大正8年）3月31日進水、1920年（大正9年）2月17日竣工、
代艦が造られたため実際には新造されたのであるが、本艦のケースは「大修理」として扱われたため、代艦も「時津風」として扱われた。
同年2月19日に第一駆逐隊(所属：第二艦隊第二水雷戦隊)に復帰、5月11日に第一駆逐隊は第二水雷戦隊から外れた。10月13日に同型艦4隻は舞鶴鎮守府籍に移り、新たに第三十三駆逐隊を編成した。
1922年(大正11年)12月1日に本籍が呉鎮守府に移り、4隻で第十八駆逐隊を編成、以降除籍まで第十八駆逐隊は4隻の編成が続いた。第十八駆逐隊の所属は翌1923年(大正12年)12月1日までの1年間が舞鶴鎮守府、1924年(大正13年)4月1日から1925年(大正14年)4月1日までの1年間が大湊要港部となる。
1927年(昭和2年)2月5日から第一遣外艦隊所属、本艦は2月19日に呉を出港し、揚子江流域に進出、8月27日に呉に帰港した。9月20日、第十八駆逐隊は第一遣外艦隊の所属を外れた。
1935年（昭和10年）4月1日、天津風型駆逐艦は艦艇類別等級表から削除、同日駆逐艦籍からも除かれた。
1939年（昭和14年）8月25日、日本海軍は浦賀船渠で建造の陽炎型駆逐艦10番艦を「時津風」と命名。除籍後の旧時津風は1940年(昭和15年)4月1日「廃駆逐艦第20号」と仮称し、ハルクとして海軍兵学校の練習船に使用された。この時兵装は全部撤去、上構は艦橋、前後マスト、煙突、通風筒などが残されていた。船体は第二次大戦終戦直後の台風で沈没、その後浮揚し、1948年(昭和23年)2月1日から4月1日に播磨造船呉船渠(旧呉海軍工廠)で解体された。

## 公試成績
代艦建造の際の復旧公試では新造公試の成績に及ばず、その原因は推進器(スクリュー)の翼を厚くしたためと考えられた。そのため復旧公試と同じ条件で場所のみを浦賀水道に変えて試験を行い、更に翼厚の違う推進器に交換してもう一度試験を行った。結果、翼厚が速力に大きく影響することが判明した。成績は以下の通り。
| 実施日 | 種類      | 排水量    | 回転数    | 出力      | 速力         | 場所     | 推進器翼厚 | 出典   |
| ------ | --------- | --------- | --------- | --------- | ------------ | -------- | ---------- | ------ |
|        | 新造公試  | 1,185トン | 814.2rpm  | 33,014SHP | 35.558ノット | 紀州沖   | 3インチ3/4 | [ 52 ] |
|        | 復旧公試  |           | 775.7rpm  | 30,906SHP | 31.68ノット  | 経ヶ崎   | 5インチ    | [ 52 ] |
|        | 第1回汽走 |           | 769.7rpm  | 29,649SHP | 31.80ノット  | 浦賀水道 | 5インチ    | [ 52 ] |
|        | 第2回汽走 |           | 752.88rpm | 28,472SHP | 33.20ノット  | 浦賀水道 | 4インチ    | [ 52 ] |

その他に1917年(大正6年)6月20日の電報には回転数733.03、30,280馬力、速力29.742ノットとある

## 艦長
※艦長等は『官報』に基づく。
艤装員長
- 河野捨熊 少佐：1916年9月12日 - 1917年1月20日
- （兼）河野捨熊 少佐：1917年1月20日 -

駆逐艦長
- 河野捨熊 少佐：1917年1月20日 - 12月1日[54]
- 和波豊一 少佐：1917年12月1日 - 1918年8月20日
- （心得）神谷京 少佐：1919年5月20日[55] - 1919年12月1日[56]
- （心得）村上正之助 少佐：1919年12月2日[57] - 1920年11月15日[58]
- （心得）山本松四 少佐：1920年11月15日[58] - 1920年12月15日[59]
- （兼・心得）田尻敏郎 少佐：1920年12月15日 - 1921年1月7日
- （心得）大久保義雄 少佐：1921年1月7日[60] - 1922年11月10日[61]
- （心得）吉田健介 少佐：1922年12月1日[62] - 1923年4月1日[63]
- （心得）石井先知 少佐：1923年4月1日[63] - 1923年4月16日[64]
- （兼・心得）村田章一 少佐：1923年4月16日[64] - 5月10日[65]
- （心得）和田省三 少佐：1923年5月10日 - 不詳
- 和田省三 中佐：不詳 - 1924年12月1日[66]
- 横山徳治郎 少佐：1924年12月1日 - 1925年8月20日
- 丸山良雄 少佐：1925年8月20日[67] - 1925年12月1日[68]
- 小橋義亮 少佐：1925年12月1日[68] - 1926年4月5日[69]
- 横山茂 少佐：1926年4月5日[69] - 1927年12月1日[70]
- 後藤鉄五郎 少佐：1927年12月1日[70] - 1928年12月10日[71]
- 直塚八郎 少佐：1928年12月10日 - 1930年12月1日
- 成田忠良 少佐：1930年12月1日[72] - 1931年12月1日[73]
- （兼）古木百蔵 少佐：1931年12月1日[73] - 1932年2月6日[74]
- （兼）大山豊次郎 少佐：1932年2月6日[74] -